# Caroline Lind (canottiera)
Caroline Lind (Greensboro, 11 ottobre 1982) è una canottiera statunitense, vincitrice della medaglia d'oro nell'8 con alle Olimpiadi di Pechino 2008.

## Palmarès
- Olimpiadi

Pechino 2008: oro nell'8 con.
- Campionati del mondo di canottaggio

2006 - Eton: oro nell'8 con.
2007 - Monaco di Baviera: oro nell'8 con.
2009 - Poznań: oro nell'8 con.
2011 - Bled: oro nell'8 con.
2013 - Chungju: oro nell'8 con.